# Государство Гаити
Государство Гаити (фр. État d'Haïti) — государство, существовавшее на территории северо-западной части острова Гаити с 1806 по 1811 год.

## История
Государство Гаити было образовано в северной части Гаити параллельно с республикой Гаити 17 октября 1806 года после убийства императора Гаити Жака I и распада основанной им империи. В 1807 году была издана конституция государства.
Несмотря на то, что государство Гаити представляло собой республику, его президент Анри Кристоф тяготел к монархической форме правления. В частности, он закрепил за собой право самостоятельно назначать преемника, а также провозгласил себя пожизненным президентом.
28 марта 1811 года Анри Кристоф объявил об изменении государственного строя в государстве, принял титул короля Анри I и учредил королевство Гаити на его территории.